# Utrata stanu duchownego (Cerkiew prawosławna)
Utrata stanu duchownego – w prawie kanonicznym Cerkwi prawosławnej kara kościelna, usunięcie diakona, prezbitera lub biskupa ze stanu duchownego.
O usunięciu ze stanu duchownego kapłana lub diakona decyduje co do zasady ordynariusz eparchii (diecezji), w której tenże służył, przy potwierdzeniu tej decyzji przez zwierzchnika Cerkwi lokalnej. O utracie stanu duchownego przez biskupów decydują wyższe organy cerkiewne, przykładowo w Rosyjskiej Cerkwi Prawosławnej jest to najwyższy sąd cerkiewny, którego decyzję musi potwierdzić patriarcha oraz Święty Synod.

## Możliwe przyczyny usunięcia ze stanu duchownego
Przewinienia, za które diakon, prezbiter lub biskup winni zostać usunięci ze stanu duchownego, wskazują kanony cerkiewne. Są to:
- nieczystość, złamanie przysięgi, kradzież (25 kanon apostolski oraz 3, 32, 51, 70 kanon Bazylego Wielkiego),
- zakupienie godności kościelnej (29 kanon apostolski),
- uzyskanie godności kościelnej dzięki wsparciu świeckich przywódców, będące jedynie wyrazem dążenia do zaszczytów i kariery (30 kanon apostolski),
- zabójstwo i pobicie, także nieumyślne i w samoobronie (66 kanon apostolski),
- głoszenie herezji, odejście z Cerkwi do innego wyznania lub odejście od wiary (73 kanon Bazylego Wielkiego),
- pomijanie imienia biskupa lub zwierzchnika Kościoła lokalnego podczas obowiązkowej modlitwy w jego intencji w trakcie Świętej Liturgii (13, 14, 15 kanon soboru dwukrotnego – soboru lokalnego Patriarchatu Konstantynopolitańskiego w 861 r.)

### Kwestie związane z życiem rodzinnym i postawą moralną duchownych
Kandydaci na duchownych prawosławnych mają prawo do zawarcia związku małżeńskiego przed święceniami. Zabronione jest natomiast i karane usunięciem ze stanu duchownego zawarcie drugiego małżeństwa po rozwodzie albo śmierci małżonki lub wstąpienie w związek małżeński przez kapłana, który nie żenił się przed święceniami lub przez mnicha. Wyjątek od tej zasady został wprowadzony przez Patriarchat Konstantynopolitański, który we wrześniu 2018 r. ogłosił, iż duchowni-wdowcy lub ci, którzy zostali porzuceni przez żonę będą mogli ubiegać się o zgodę na powtórne małżeństwo bez przeniesienia do stanu świeckiego. Również w historii zdarzały się sytuacje, w których powtórne małżeństwo kapłana lub diakona nie stawało się podstawą do utraty stanu duchownego. W Cerkwi Serbskiej i Rumuńskiej w XIX w. praktyka taka była tolerowana, chociaż każdy przypadek rozpatrywał indywidualnie biskup eparchialny. 
Podstawą do usunięcia ze stanu duchownego może być również notoryczne pijaństwo i gry hazardowe (42 kanon apostolski), udział w obrzędach pogańskich lub w zgromadzeniach, podczas których mężczyźni ubierają się w kobiece stroje lub zakrywają twarze (62 kanon soboru in Trullo), uczestnictwo w gorszących zabawach i przebywanie w karczmach, z wyjątkiem spożywania posiłku w trakcie podróży (54 kanon apostolski). Kanony apostolskie ogólnie stwierdzają również, że usunięcie ze stanu duchownego powinno nastąpić, gdy duchowny „przyjmie na siebie ziemskie troski”, tj. wstąpi na służbę państwową lub wojskową.

## Dodatkowe regulacje
Dla winnych przewinień opisanych w kanonach 29 i 30 przewiduje się zarówno usunięcie ze stanu duchownego, jak i odłączenie od Eucharystii. Natomiast mężczyzna, który został usunięty ze stanu duchownego, ale nadal publicznie sprawuje nabożeństwa, podlega anatemie.
W Imperium Rosyjskim, w synodalnym okresie historii Cerkwi, utrata stanu duchownego następowała także wtedy, gdy diakon, kapłan lub biskup został skazany za przestępstwo, które dla osoby świeckiej pociągałoby za sobą karę utraty wszystkich praw lub utratę części praw i uwięzienie w twierdzy. 
W odróżnieniu od Kościoła katolickiego Cerkiew prawosławna nie przyjmuje, że święcenia duchowne raz ważnie przyjęte nigdy ważności nie tracą. Usunięcie ze stanu duchownego jest nieodwracalne. Znane są przypadki usunięcia ze stanu duchownego na prośbę samego duchownego, tak było np. w przypadku byłego biskupa Amfipolis Bazylego, służącego w jurysdykcji Patriarchatu Konstantynopolitańskiego.